# Diam’s

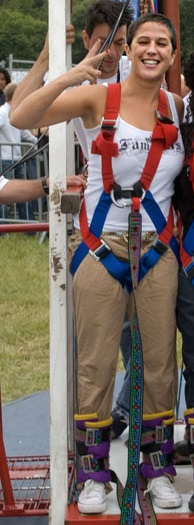
Diam’s

Diam’s (* 25. Juli 1980 in Nikosia auf Zypern; bürgerlich Mélanie Georgiades) ist eine griechisch-zyprischstämmige französische Rapperin.

## Biographie
Ihre Mutter ist Französin, ihr Vater griechischer Zypriote. Er verließ die Familie jedoch früh und so wurde sie von ihrer Mutter großgezogen. Ihre Mutter verließ Zypern, als Melanie vier Jahre alt war. Sie wuchs in einem Vorort von Paris im Département Essonne auf.
Seit 1995 benutzt sie das Pseudonym Diam’s. 
Sie wurde 2003 durch ihre Single DJ einem größeren Publikum bekannt. Der Titel stammte von ihrem zweiten Album Brut de femme und erreichte Platz 2 der französischen Charts. Brut de femme wurde auf einem Majorlabel veröffentlicht, während ihr erstes Album Premier Mandat noch unabhängig veröffentlicht wurde. Diam’s wuchs mit der französischen Popmusik der 1980er und 1990er Jahre auf (z. B. Jean-Jacques Goldman, Cabrel et Dance Machine). Aber schon bald begeisterte sie sich vor allem für den Rap, besonders das erste Album des Rappers Dr. Dre aus Los Angeles scheint sie stark geprägt zu haben. Mélanie, die gerne Gedichte verfasst, setzte sich gegen ihre Mutter durch und wurde Rapperin. 1999 erschien ihr erstes Album Premier mandat. 2006 hatte sie mit dem Titel La boulette (génération nan nan) einen Nr.-1-Hit in Frankreich.
Diam’s konvertierte im September 2009 zum Islam (salafistischer Orientierung) und beendete daraufhin ihre musikalische Karriere.

## Auszeichnungen
Diam’s wurde in Frankreich als „Beste Sängerin“, „Bestes Lied“ für „La boulette (génération nan nan)“ und „Bestes Album“ für „Dans ma bulle“ ausgezeichnet bei der Veranstaltung „L’année du Hip-Hop“ im Olympia (2007).

## Diskografie

### Alben
| Jahr | Titel             | Höchstplatzierung, Gesamtwochen, AuszeichnungChartplatzierungen (Jahr, Titel, Platzierungen, Wochen, Auszeichnungen, Anmerkungen) | Höchstplatzierung, Gesamtwochen, AuszeichnungChartplatzierungen (Jahr, Titel, Platzierungen, Wochen, Auszeichnungen, Anmerkungen) | Höchstplatzierung, Gesamtwochen, AuszeichnungChartplatzierungen (Jahr, Titel, Platzierungen, Wochen, Auszeichnungen, Anmerkungen) | Anmerkungen                             |
| Jahr | Titel             | FR | BEW | CH | Anmerkungen                             |
| ---- | ----------------- | --- | --- | --- | --------------------------------------- |
| 2003 | Brut de femme     | FR7 Gold · (52 Wo.)FR | BEW45 (13 Wo.)BEW | — | Erstveröffentlichung: 9. Mai 2003       |
| 2004 | Ma vie – mon live | FR53 (13 Wo.)FR | — | — | Erstveröffentlichung: 20. Januar 2004   |
| 2006 | Dans ma bulle     | FR1 Diamant · (94 Wo.)FR | BEW3 Gold · (83 Wo.)BEW | CH19 Platin · (59 Wo.)CH | Erstveröffentlichung: 6. Februar 2006   |
| 2009 | S.O.S.            | FR1 ×2Doppelplatin · (52 Wo.)FR                                                                                                   | BEW6 (21 Wo.)BEW | CH18 (10 Wo.)CH | Erstveröffentlichung: 16. November 2009 |

### Livealben
| Jahr | Titel               | Höchstplatzierung, Gesamtwochen, AuszeichnungChartplatzierungen (Jahr, Titel, Platzierungen, Wochen, Auszeichnungen, Anmerkungen) | Höchstplatzierung, Gesamtwochen, AuszeichnungChartplatzierungen (Jahr, Titel, Platzierungen, Wochen, Auszeichnungen, Anmerkungen) | Höchstplatzierung, Gesamtwochen, AuszeichnungChartplatzierungen (Jahr, Titel, Platzierungen, Wochen, Auszeichnungen, Anmerkungen) | Anmerkungen                        |
| Jahr | Titel               | FR | BEW | CH | Anmerkungen                        |
| ---- | ------------------- | --- | --- | --- | ---------------------------------- |
| 2007 | Au tour de ma bulle | — | BEW18 (3 Wo.)BEW | — | Erstveröffentlichung: 21. Mai 2007 |

### Singles
| Jahr | Titel Album                                    | Höchstplatzierung, Gesamtwochen, AuszeichnungChartplatzierungen (Jahr, Titel, Album, Platzierungen, Wochen, Auszeichnungen, Anmerkungen) | Höchstplatzierung, Gesamtwochen, AuszeichnungChartplatzierungen (Jahr, Titel, Album, Platzierungen, Wochen, Auszeichnungen, Anmerkungen) | Höchstplatzierung, Gesamtwochen, AuszeichnungChartplatzierungen (Jahr, Titel, Album, Platzierungen, Wochen, Auszeichnungen, Anmerkungen) | Anmerkungen                                                |
| Jahr | Titel Album                                    | FR | BEW | CH | Anmerkungen                                                |
| --- | ---------------------------------------------- | --- | --- | --- | ---------------------------------------------------------- |
| 2003 | Un peu de respect –                            | FR90 (1 Wo.)FR | — | — | mit Lady Laistee                                           |
| 2003 | Promise –                                      | FR50 (7 Wo.)FR | — | — | vs. Kamnouze feat. Jango Jack                              |
| 2003 | DJ Brut de femme                               | FR2 Platin · (40 Wo.)FR | BEW1 Platin · (27 Wo.)BEW | CH16 (29 Wo.)CH |                                                            |
| 2003 | Incassables Brut de femme                      | FR31 (15 Wo.)FR | BEW8 (12 Wo.)BEW | CH29 (14 Wo.)CH |                                                            |
| 2004 | Evasion Brut de femme                          | FR29 (15 Wo.)FR | BEW31 (6 Wo.)BEW | CH45 (8 Wo.)CH | feat. China                                                |
| 2004 | Relève la tête –                               | FR39 (14 Wo.)FR | — | — | Kery James pres. Lino, AP, Diam’s, Passi, Matt & Kool Shen |
| 2006 | La boulette (Génération nan nan) Dans ma bulle | FR1 Platin · (30 Wo.)FR | BEW1 Gold · (24 Wo.)BEW | CH12 (31 Wo.)CH |                                                            |
| 2006 | Jeune demoiselle Dans ma bulle                 | FR4 Platin · (29 Wo.)FR | BEW3 (18 Wo.)BEW | CH20 (23 Wo.)CH |                                                            |
| 2006 | Big Up Dans ma bulle                           | — | BEW23 (9 Wo.)BEW | — |                                                            |
| 2007 | Ma France à moi Dans ma bulle                  | FR11 (25 Wo.)FR | BEW12 (15 Wo.)BEW | — |                                                            |
| 2009 | Enfants du désert SOS                          | — | BEW21 (3 Wo.)BEW | CH80 (2 Wo.)CH |                                                            |
| Folgende Lieder erschienen nicht als Single, wurden aber durch das Album zum Download und Streaming bereitgestellt und konnten somit eine Platzierung erlangen: |                                                | | | |                                                            |
| |                                                | | | |                                                            |
| 2017 | Dans le noir S.O.S.                            | FR159 (1 Wo.)FR | — | — |                                                            |

### Gastbeiträge
| Jahr | Titel Album                       | Höchstplatzierung, Gesamtwochen, AuszeichnungChartplatzierungen (Jahr, Titel, Album, Platzierungen, Wochen, Auszeichnungen, Anmerkungen) | Höchstplatzierung, Gesamtwochen, AuszeichnungChartplatzierungen (Jahr, Titel, Album, Platzierungen, Wochen, Auszeichnungen, Anmerkungen) | Höchstplatzierung, Gesamtwochen, AuszeichnungChartplatzierungen (Jahr, Titel, Album, Platzierungen, Wochen, Auszeichnungen, Anmerkungen) | Anmerkungen            |
| Jahr | Titel Album                       | FR | BEW | CH | Anmerkungen            |
| ---- | --------------------------------- | --- | --- | --- | ---------------------- |
| 2006 | Les mains en l’air –              | FR29 (26 Wo.)FR | — | CH80 (2 Wo.)CH | Admiral T feat. Diam’s |
| 2006 | Non c’sera non (omri omri) Layali | FR30 (15 Wo.)FR | — | — | Cheb Mami feat. Diam’s |

### Boxsets
| Jahr | Titel                              | Höchstplatzierung, Gesamtwochen, AuszeichnungChartplatzierungen (Jahr, Titel, Platzierungen, Wochen, Auszeichnungen, Anmerkungen) | Höchstplatzierung, Gesamtwochen, AuszeichnungChartplatzierungen (Jahr, Titel, Platzierungen, Wochen, Auszeichnungen, Anmerkungen) | Höchstplatzierung, Gesamtwochen, AuszeichnungChartplatzierungen (Jahr, Titel, Platzierungen, Wochen, Auszeichnungen, Anmerkungen) | Anmerkungen |
| Jahr | Titel                              | FR | BEW | CH | Anmerkungen |
| ---- | ---------------------------------- | --- | --- | --- | ----------- |
| 2007 | 2CD: Brut de femme / Dans ma bulle | FR119 (9 Wo.)FR | BEW96 (1 Wo.)BEW | — |             |

### Videoalben
| Jahr | Titel               | Höchstplatzierung, Gesamtwochen, AuszeichnungChartplatzierungen (Jahr, Titel, Platzierungen, Wochen, Auszeichnungen, Anmerkungen) | Höchstplatzierung, Gesamtwochen, AuszeichnungChartplatzierungen (Jahr, Titel, Platzierungen, Wochen, Auszeichnungen, Anmerkungen) | Höchstplatzierung, Gesamtwochen, AuszeichnungChartplatzierungen (Jahr, Titel, Platzierungen, Wochen, Auszeichnungen, Anmerkungen) | Anmerkungen |
| Jahr | Titel               | FR | BEW | CH | Anmerkungen |
| ---- | ------------------- | --- | --- | --- | ----------- |
| 2007 | Au tour de ma bulle | FR— DiamantFR | BEW59 (2 Wo.)BEW | — | DVD         |

Weitere Videoalben
- 2006: Ma vie, mon live (FR: Gold)